# Брадету (Арђеш)
Брадету (рум. Brădetu) насеље је у Румунији у округу Арђеш у општини Брадулец. Oпштина се налази на надморској висини од 639 m.

## Становништво
Према подацима из 2002. године у насељу је живело 472 становника, од којих су сви румунске националности.